# Ray Kellogg
Edgar Ray Kellogg (15 de novembre de 1905 - 5 de juliol de 1976) va ser un artista i director de cinema estatunidenc d'efectes especials d'Iowa.
Durant la Segona Guerra Mundial, Kellogg va ser tinent de la Marina dels Estats Units a la Branca de Fotografia de Camp a l'O.S.S. on es va familiaritzar amb John Ford.
Després de la guerra, Kellogg va anar a Hollywood treballant a efectes especials per la 20th Century Fox, i finalment va dirigir la unitat. Va debutar com a director amb The Killer Shrews i The Giant Gila Monster el 1959. Ambdues pel·lícules posteriorment serien parodiades a Mystery Science Theatre 3000.
Va codirigir The Green Berets el 1968 amb John Wayne, una polèmica pel·lícula de guerra ambientada durant l'aleshores conflicte a Vietnam que va implicar l'exèrcit dels EUA.
Va morir a Ontario, Califòrnia de càncer.

## Filmografia

### Director
- The Killer Shrews (1959)
- The Giant Gila Monster (1959)
- My Dog, Buddy (1960)
- The Green Berets - co-dirigida amb John Wayne i Mervyn LeRoy (1968)

### Productor
- That Justice Be Done (1945)
- The Red Pony (TV) (1973)